# Gordon Wesley Jewkes
George Peter Lloyd (né en 1931) est un homme politique britannique qui fut gouverneur des Îles Malouines de 1985 à 1988.